# Žit'
Žit' (Жить) è un film del 2010 diretto da Jurij Bykov.

## Trama
Nella campagna russa, il cacciatore Mikhail incontra Andrei, un criminale che sta fuggendo da tre uomini che cercano di ucciderlo. I due sono costretti a fuggire assieme, prima con l'auto di Mikhail, poi a piedi, mentre la tensione tra loro cresce.